# Gran Premio di superbike di Misano Adriatico 2002
Il Gran Premio di superbike di Misano Adriatico 2002 è stato l'ottava prova su tredici del campionato mondiale Superbike 2002, disputato il 23 giugno sul circuito di Misano, in gara 1 ha visto la vittoria di Troy Bayliss davanti a Colin Edwards e Neil Hodgson, lo stesso pilota si è ripetuto anche in gara 2, davanti a Colin Edwards e Noriyuki Haga.
La vittoria nella gara valevole per il campionato mondiale Supersport è stata ottenuta da Fabien Foret, mentre la gara del campionato Europeo della classe Superstock viene vinta da Gianluca Vizziello.

## Risultati

### Gara 1

#### Arrivati al traguardo[5]
| Pos. | Nº  | Pilota              | Squadra                   | Motocicletta        | Giri | Tempo     | Griglia | Punti |
| ---- | --- | ------------------- | ------------------------- | ------------------- | ---- | --------- | ------- | ----- |
| 1º   | 1   | Troy Bayliss        | Ducati Infostrada         | Ducati 998 F 02     | 25   | 40:04.994 | 1º      | 25    |
| 2º   | 2   | Colin Edwards       | Castrol Honda             | Honda VTR 1000 SP2  | 25   | +0:02.906 | 3º      | 20    |
| 3º   | 100 | Neil Hodgson        | HM Plant Ducati           | Ducati 998 F 01     | 25   | +0:14.095 | 4º      | 16    |
| 4º   | 41  | Noriyuki Haga       | Playstation2-FGF Aprilia  | Aprilia RSV 1000    | 25   | +0:19.000 | 6º      | 13    |
| 5º   | 155 | Ben Bostrom         | Ducati L & M              | Ducati 998 F 02     | 25   | +0:33.644 | 2º      | 11    |
| 6º   | 7   | Pierfrancesco Chili | Ducati NCR Axo            | Ducati 998 RS       | 25   | +0:42.275 | 10º     | 10    |
| 7º   | 9   | Chris Walker        | Kawasaki Racing           | Kawasaki ZX-7RR     | 25   | +0:47.899 | 12º     | 9     |
| 8º   | 52  | James Toseland      | HM Plant Ducati           | Ducati 998 F 01     | 25   | +0:49.885 | 5º      | 8     |
| 9º   | 19  | Lucio Pedercini     | Pedercini                 | Ducati 998 RS       | 25   | +0:53.545 | 7º      | 7     |
| 10º  | 10  | Gregorio Lavilla    | Alstare Suzuki Corona     | Suzuki GSX-R750 Y   | 25   | +0:57.204 | 13º     | 6     |
| 11º  | 20  | Marco Borciani      | Pedercini                 | Ducati 998 RS       | 25   | +1:03.071 | 14º     | 5     |
| 12º  | 46  | Mauro Sanchini      | Kawasaki Bertocchi        | Kawasaki ZX-7RR     | 25   | +1:10.073 | 16º     | 4     |
| 13º  | 99  | Steve Martin        | DFX Racing Ducati Pirelli | Ducati 998 RS       | 25   | +1:15.226 | 9º      | 3     |
| 14º  | 28  | Serafino Foti       | Pedercini                 | Ducati 996 RS       | 25   | +1:26.304 | 17º     | 2     |
| 15º  | 6   | Peter Goddard       | Benelli Sport             | Benelli Tornado 900 | 25   | +1:33.220 | 19º     | 1     |
| 16º  | 113 | Paolo Blora         | Pacific                   | Ducati 996 RS       | 24   | +1 giro   | 26º     |       |
| 17º  | 36  | Ivan Clementi       | Kawasaki Bertocchi        | Kawasaki ZX-7RR     | 24   | +1 giro   | 20º     |       |
| 18º  | 50  | Alessandro Valia    | Ass. Sportiva Bassani     | Ducati 996 RS       | 24   | +1 giro   | 23º     |       |
| 19º  | 5   | Mark Heckles        | Castrol Honda Rumi        | Honda VTR 1000 SP2  | 24   | +1 giro   | 24º     |       |
| 20º  | 68  | Bertrand Stey       | White Endurance           | Honda VTR 1000 SP1  | 24   | +1 giro   | 25º     |       |
| 21º  | 61  | Marjan Malec        | Magnat Auto               | Ducati 996 RS       | 24   | +1 giro   | 28º     |       |

#### Ritirati
| Nº  | Pilota               | Squadra                   | Motocicletta    | Giri | Griglia |
| --- | -------------------- | ------------------------- | --------------- | ---- | ------- |
| 151 | Michele Malatesta    | Pro.Con.                  | Ducati 996 RS   | 5    | 22º     |
| 12  | Broc Parkes          | Ducati NCR Parmalat       | Ducati 998 RS   | 4    | 18º     |
| 40  | Giuliano Sartoni     | Vemar Giesse              | Ducati 996 RS   | 4    | 27º     |
| 11  | Rubén Xaus           | Ducati Infostrada         | Ducati 998 F 02 | 3    | 8º      |
| 33  | Juan Borja           | Spaziotel Racing          | Ducati 998 RS   | 3    | 11º     |
| 30  | Alessandro Antonello | DFX Racing Ducati Pirelli | Ducati 998 RS   | 0    | 15º     |

### Gara 2

#### Arrivati al traguardo[6]
| Pos. | Nº  | Pilota              | Squadra                   | Motocicletta       | Giri | Tempo     | Griglia | Punti |
| ---- | --- | ------------------- | ------------------------- | ------------------ | ---- | --------- | ------- | ----- |
| 1º   | 1   | Troy Bayliss        | Ducati Infostrada         | Ducati 998 F 02    | 25   | 40:07.599 | 1º      | 25    |
| 2º   | 2   | Colin Edwards       | Castrol Honda             | Honda VTR 1000 SP2 | 25   | +0:03.329 | 3º      | 20    |
| 3º   | 41  | Noriyuki Haga       | Playstation2-FGF Aprilia  | Aprilia RSV 1000   | 25   | +0:08.447 | 6º      | 16    |
| 4º   | 100 | Neil Hodgson        | HM Plant Ducati           | Ducati 998 F 01    | 25   | +0:14.089 | 4º      | 13    |
| 5º   | 155 | Ben Bostrom         | Ducati L & M              | Ducati 998 F 02    | 25   | +0:21.484 | 2º      | 11    |
| 6º   | 10  | Gregorio Lavilla    | Alstare Suzuki Corona     | Suzuki GSX-R750 Y  | 25   | +0:36.166 | 13º     | 10    |
| 7º   | 7   | Pierfrancesco Chili | Ducati NCR Axo            | Ducati 998 RS      | 25   | +0:36.544 | 10º     | 9     |
| 8º   | 9   | Chris Walker        | Kawasaki Racing           | Kawasaki ZX-7RR    | 25   | +0:44.766 | 12º     | 8     |
| 9º   | 19  | Lucio Pedercini     | Pedercini                 | Ducati 998 RS      | 25   | +1:00.252 | 7º      | 7     |
| 10º  | 20  | Marco Borciani      | Pedercini                 | Ducati 998 RS      | 25   | +1:06.518 | 14º     | 6     |
| 11º  | 46  | Mauro Sanchini      | Kawasaki Bertocchi        | Kawasaki ZX-7RR    | 25   | +1:14.551 | 16º     | 5     |
| 12º  | 99  | Steve Martin        | DFX Racing Ducati Pirelli | Ducati 998 RS      | 25   | +1:16.338 | 9º      | 4     |
| 13º  | 151 | Michele Malatesta   | Pro.Con.                  | Ducati 996 RS      | 25   | +1:25.295 | 22º     | 3     |
| 14º  | 12  | Broc Parkes         | Ducati NCR Parmalat       | Ducati 998 RS      | 25   | +1:28.068 | 18º     | 2     |
| 15º  | 68  | Bertrand Stey       | White Endurance           | Honda VTR 1000 SP1 | 24   | +1 giro   | 25º     | 1     |
| 16º  | 61  | Marjan Malec        | Magnat Auto               | Ducati 996 RS      | 24   | +1 giro   | 28º     |       |
| 17º  | 40  | Giuliano Sartoni    | Vemar Giesse              | Ducati 996 RS      | 24   | +1 giro   | 27º     |       |

#### Ritirati
| Nº  | Pilota               | Squadra                   | Motocicletta        | Giri | Griglia |
| --- | -------------------- | ------------------------- | ------------------- | ---- | ------- |
| 6   | Peter Goddard        | Benelli Sport             | Benelli Tornado 900 | 15   | 19º     |
| 36  | Ivan Clementi        | Kawasaki Bertocchi        | Kawasaki ZX-7RR     | 14   | 20º     |
| 113 | Paolo Blora          | Pacific                   | Ducati 996 RS       | 10   | 26º     |
| 5   | Mark Heckles         | Castrol Honda Rumi        | Honda VTR 1000 SP2  | 8    | 24º     |
| 28  | Serafino Foti        | Pedercini                 | Ducati 996 RS       | 6    | 17º     |
| 11  | Rubén Xaus           | Ducati Infostrada         | Ducati 998 F 02     | 5    | 8º      |
| 52  | James Toseland       | HM Plant Ducati           | Ducati 998 F 01     | 4    | 5º      |
| 30  | Alessandro Antonello | DFX Racing Ducati Pirelli | Ducati 998 RS       | 2    | 15º     |
| 33  | Juan Borja           | Spaziotel Racing          | Ducati 998 RS       | 2    | 11º     |
| 50  | Alessandro Valia     | Ass. Sportiva Bassani     | Ducati 996 RS       | 0    | 23º     |

### Supersport

#### Arrivati al traguardo
| Pos. | Nº  | Pilota                | Squadra                      | Motocicletta    | Giri | Tempo     | Punti |
| ---- | --- | --------------------- | ---------------------------- | --------------- | ---- | --------- | ----- |
| 1º   | 99  | Fabien Foret          | Ten Kate Honda               | Honda CBR 600F  | 23   | 38'24.180 | 25    |
| 2º   | 37  | Katsuaki Fujiwara     | Alstare Suzuki Corona        | Suzuki GSX-R600 | 23   | +0.086    | 20    |
| 3º   | 69  | James Whitham         | Yamaha Belgarda              | Yamaha YZF R6   | 23   | +0.794    | 16    |
| 4º   | 91  | Christian Kellner     | Yamaha Motor Germany         | Yamaha YZF R6   | 23   | +0.839    | 13    |
| 5º   | 2   | Paolo Casoli          | Yamaha Belgarda              | Yamaha YZF R6   | 23   | +6.574    | 11    |
| 6º   | 1   | Andrew Pitt           | Kawasaki Racing              | Kawasaki ZX-6R  | 23   | +8.107    | 10    |
| 7º   | 13  | Christophe Cogan      | BKM Honda Racing             | Honda CBR 600F  | 23   | +8.588    | 9     |
| 8º   | 17  | Chris Vermeulen       | Van-zon-Honda-T.K.R.         | Honda CBR 600F  | 23   | +11.357   | 8     |
| 9º   | 81  | Robert Ulm            | Van-zon-Honda-T.K.R.         | Honda CBR 600F  | 23   | +14.901   | 7     |
| 10º  | 15  | Alessio Corradi       | Team Italia Spadaro          | Yamaha YZF R6   | 23   | +16.819   | 6     |
| 11º  | 5   | Kevin Curtain         | OPCM Racing                  | Yamaha YZF R6   | 23   | +16.960   | 5     |
| 12º  | 20  | Stefano Cruciani      | T. Italia Lorenzini by Leoni | Yamaha YZF R6   | 23   | +26.966   | 4     |
| 13º  | 12  | Stéphane Chambon      | Alstare Suzuki Corona        | Suzuki GSX-R600 | 23   | +28.923   | 3     |
| 14º  | 11  | Piergiorgio Bontempi  | Ducati NCR Nortel Net.       | Ducati 748 R    | 23   | +30.407   | 2     |
| 15º  | 68  | Camillo Mariottini    | Parl Moto                    | Yamaha YZF R6   | 23   | +30.926   | 1     |
| 16º  | 7   | Karl Muggeridge       | Honda UK Race                | Honda CBR 600F  | 23   | +31.434   |       |
| 17º  | 8   | James Ellison         | Kawasaki Racing              | Kawasaki ZX-6R  | 23   | +40.391   |       |
| 18º  | 118 | Christian Zaiser      | OPCM Racing                  | Yamaha YZF R6   | 23   | +51.521   |       |
| 19º  | 33  | Robert Frost          | Saveko Racing                | Yamaha YZF R6   | 23   | +52.581   |       |
| 20º  | 66  | Cristian Magnani      | Imperiale                    | Yamaha YZF R6   | 23   | +52.756   |       |
| 21º  | 67  | Norino Brignola       | D.N.R.                       | Suzuki GSX-R600 | 23   | +1'01.843 |       |
| 22º  | 116 | Sébastien Charpentier | Moto 1                       | Honda CBR 600F  | 23   | +1'15.545 |       |
| 23º  | 64  | Claudio Cipriani      | GIMotorsport                 | Yamaha YZF R6   | 23   | +1'21.869 |       |
| 24º  | 14  | Diego Giugovaz        | GIMotorsport                 | Yamaha YZF R6   | 23   | +1'22.124 |       |

#### Ritirati
| Nº | Pilota            | Squadra              | Motocicletta   | Giri |
| -- | ----------------- | -------------------- | -------------- | ---- |
| 44 | Antonio Carlacci  | Lorenzini by Leoni   | Yamaha YZF R6  | 21   |
| 42 | Matthieu Lagrive  | Saveko Racing        | Yamaha YZF R6  | 8    |
| 16 | Gianluca Nannelli | Rox Racing           | Ducati 748 R   | 7    |
| 70 | Nigel Arnold      | BKM Honda Racing     | Honda CBR 600F | 7    |
| 3  | Jörg Teuchert     | Yamaha Motor Germany | Yamaha YZF R6  | 5    |
| 10 | John McGuinness   | Honda UK Race        | Honda CBR 600F | 3    |
| 9  | Iain MacPherson   | Ten Kate Honda       | Honda CBR 600F | 2    |

### Superstock

#### Arrivati al traguardo
| Pos. | Nº | Pilota               | Squadra                      | Motocicletta       | Giri | Tempo     | Punti |
| ---- | -- | -------------------- | ---------------------------- | ------------------ | ---- | --------- | ----- |
| 1º   | 6  | Gianluca Vizziello   | GIMotorsport                 | Yamaha YZF 1000 R1 | 15   | 25'18.940 | 25    |
| 2º   | 31 | Vittorio Iannuzzo    | Alstare System Suzuki Italia | Suzuki GSX 1000 R  | 15   | +0.467    | 20    |
| 3º   | 12 | Lorenzo Alfonsi      | D.F.X. Racing Ducati Pirelli | Ducati 998 S       | 15   | +4.675    | 16    |
| 4º   | 70 | Ilario Dionisi       | Bike Service                 | Aprilia RSV 1000   | 15   | +16.602   | 13    |
| 5º   | 44 | Alessandro Brannetti | Rumi                         | Honda CBR 900 RR   | 15   | +18.047   | 11    |
| 6º   | 2  | Walter Tortoroglio   | Rumi                         | Honda CBR 900 RR   | 15   | +19.320   | 10    |
| 7º   | 4  | Andi Notman          | LiveOnScreen Racing          | Suzuki GSX 1000 R  | 15   | +31.728   | 9     |
| 8º   | 66 | Benjamin Nabert      | Bender Four Star Racing      | Suzuki GSX 1000 R  | 15   | +33.478   | 8     |
| 9º   | 55 | Marco Tessarolo      | Brave                        | Suzuki GSX 1000 R  | 15   | +34.076   | 7     |
| 10º  | 21 | Sergio Ruggiero      | Rox Racing                   | Ducati 998 S       | 15   | +34.488   | 6     |
| 11º  | 34 | Didier Van Keymeulen | ICSAT                        | Suzuki GSX 1000 R  | 15   | +35.573   | 5     |
| 12º  | 18 | Ciro Ranieri         | Five Racing                  | Yamaha YZF 1000 R1 | 15   | +35.782   | 4     |
| 13º  | 28 | Giacomo Romanelli    | Alstare System Suzuki Italia | Suzuki GSX 1000 R  | 15   | +37.965   | 3     |
| 14º  | 71 | Roberto Lunadei      | Bike Service                 | Aprilia RSV 1000   | 15   | +38.075   | 2     |
| 15º  | 7  | Robert De Vries      | MCT-Sitra                    | Ducati 998 S       | 15   | +44.022   | 1     |
| 16º  | 16 | John Bakker          | Lowlands Racing              | Ducati 998 S       | 15   | +56.284   |       |
| 17º  | 72 | Marco Tonini         | Tosi                         | Aprilia RSV 1000   | 15   | +57.128   |       |
| 18º  | 26 | Christian Nau        | Suzuki Stefan Schmidt        | Suzuki GSX 1000 R  | 15   | +1'03.443 |       |
| 19º  | 68 | Declan Swanton       | E.M.S. Racing                | Suzuki GSX 1000 R  | 15   | +1'04.730 |       |
| 20º  | 20 | Geoffrey Naze        | Zone Rouge                   | Yamaha YZF 1000 R1 | 15   | +1'18.062 |       |

#### Ritirati
| Nº | Pilota              | Squadra                      | Motocicletta       | Giri |
| -- | ------------------- | ---------------------------- | ------------------ | ---- |
| 42 | Riccardo Chiarello  | D.F.X. Racing Ducati Pirelli | Ducati 998 S       | 13   |
| 37 | William De Angelis  | Lorenzini by Leoni           | Yamaha YZF 1000 R1 | 8    |
| 77 | Olivier Four        | Star Moto                    | Suzuki GSX 1000 R  | 7    |
| 49 | Koen Vleugels       | K.S. Racing                  | Suzuki GSX 1000 R  | 7    |
| 25 | Freddy Papunen      | Freddy Racing                | Yamaha YZF 1000 R1 | 4    |
| 3  | Fabrizio De Marco   | Rumi                         | Honda CBR 900 RR   | 4    |
| 33 | Ludovic Fourreau    | Arbr 'A' Cames               | Suzuki GSX 1000 R  | 4    |
| 22 | Christian Dal Corso | Spaziotel Racing             | Ducati 998 S       | 0    |
| 11 | Nicolas Saelens     | MCT-Sitra                    | Ducati 998 S       | 0    |